# FABP1
FABP1 (англ. Fatty acid binding protein 1) – білок, який кодується однойменним геном, розташованим у людей на короткому плечі 2-ї хромосоми.  Довжина поліпептидного ланцюга білка становить 127 амінокислот, а молекулярна маса — 14 208.
| 10         |  | 20         |  | 30         |  | 40         |  | 50         |
| ---------- |  | ---------- |  | ---------- |  | ---------- |  | ---------- |
| MSFSGKYQLQ |  | SQENFEAFMK |  | AIGLPEELIQ |  | KGKDIKGVSE |  | IVQNGKHFKF |
| TITAGSKVIQ |  | NEFTVGEECE |  | LETMTGEKVK |  | TVVQLEGDNK |  | LVTTFKNIKS |
| VTELNGDIIT |  | NTMTLGDIVF |  | KRISKRI    |  |            |  |            |

A: Аланін

C: Цистеїн

D: Аспарагінова кислота

E: Глутамінова кислота

F: Фенілаланін

G: Гліцин

H: Гістидин

I: Ізолейцин

K: Лізин

L: Лейцин

M: Метіонін

N: Аспарагін

P: Пролін

Q: Глутамін

R: Аргінін

S: Серин

T: Треонін

V: Валін

Кодований геном білок за функцією належить до фосфопротеїнів. 
Задіяний у таких біологічних процесах як транспорт, поліморфізм, ацетиляція. 
Білок має сайт для зв'язування з ліпідами. 
Локалізований у цитоплазмі.